# جایزه زن فدرال

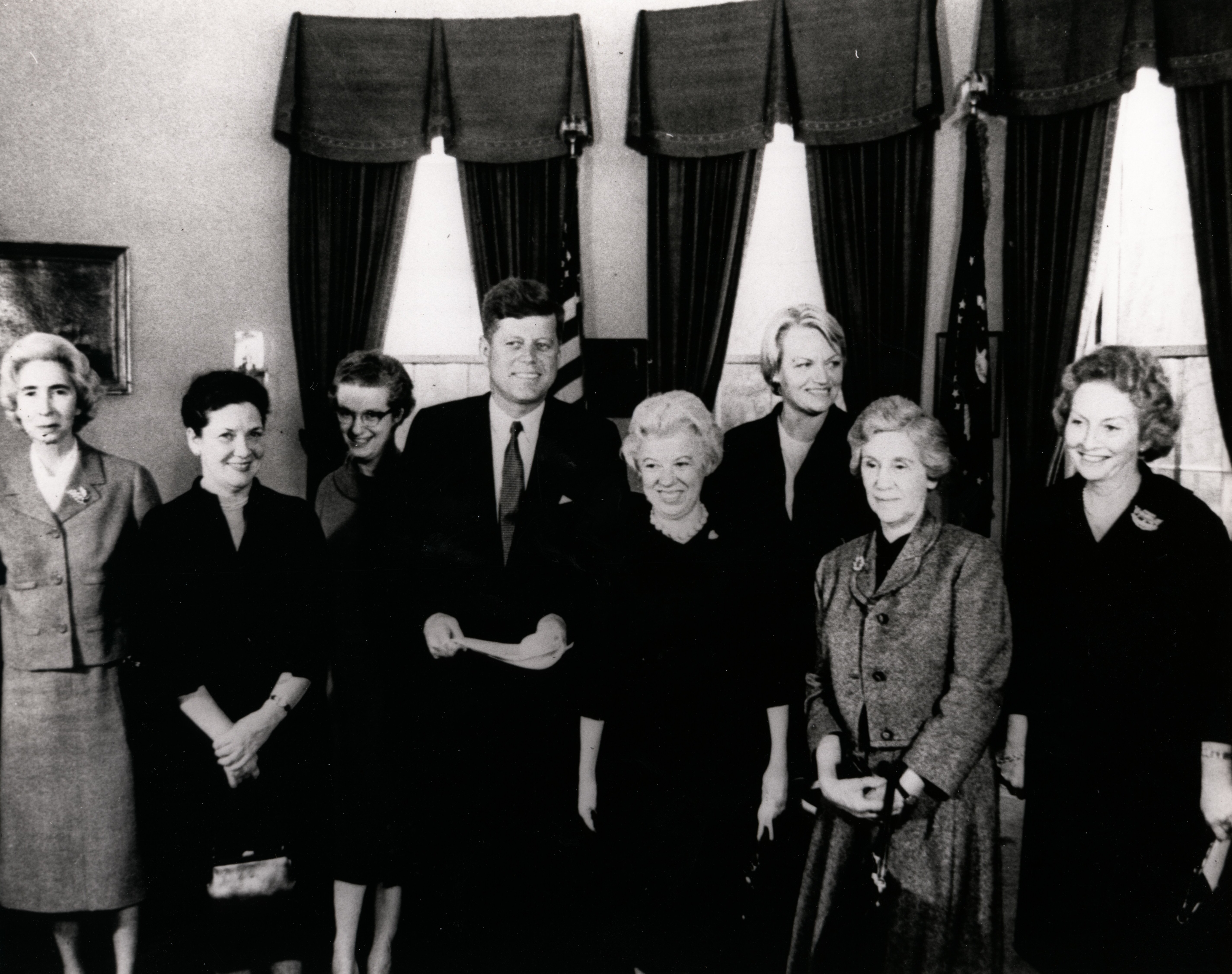
رئیس‌جمهور جان اف. کندی در ۲۲ فوریهٔ ۱۹۶۲ در دیدار با دریافت‌کنندگان جایزهٔ زن فدرال ۱۹۶۲ برای کمک‌های برجسته به دولت. از چپ به راست: دکتر الین آر. جینز، شیمی‌دان پژوهشی در وزارت کشاورزی؛ ایولین هریسون، معاون اداره برنامه و استاندارد در کمیسیون خدمات کشوری؛ دکتر نانسی گریس رومن، رئیس نجوم و فیزیک خورشیدی در ادارهٔ کل ملی هوانوردی و فضا (ناسا)؛ رئیس‌جمهور کندی؛ مارگارت اچ. براس، وکیل وزارت دادگستری؛ کاترین دبلیو. براکن، مدیر دفتر امور آمریکای مرکزی و پاناما در وزارت امور خارجه؛ دکتر تلما بی. دان، پژوهشگر سرطان در مؤسسه ملی سرطان؛ کیتی لوچهایم، دستیار معاون وزیر امور خارجه در امور عمومی (همراهی‌کنندهٔ دریافت‌کنندگان جایزه). عکس گرفته شده در دفتر بیضی کاخ سفید در واشینگتن، دی.سی.

جایزه زن فدرال که با نام جایزه زنان فدرال نیز شناخته می‌شود، توسط کمیسیون خدمات کشوری ایالات متحده از سال ۱۹۶۱ تا ۱۹۷۶ اعطا می‌شد.
جایزه زن فدرال توسط باربارا بیتس گاندرسون در سال ۱۹۶۰ و همزمان با اشتغال او در کمیسیون خدمات کشور بنیان‌گذاری شد. هدف او این بود که روش‌های برتری زنان در اشتغال فدرال را به اطلاع عموم برساند و زنان جوان را تشویق کند تا در آزمایشگاه‌ها و آژانس‌های فدرال به فعالیت حرفه‌ای مشغول شوند. گاندرسون نخستین رئیس هیئت مدیرهٔ این جایزه نیز بود. کیتی لوچهایم، دستیار معاون وزیر امور خارجه در امور عمومی، و بعداً پاتریشیا هیت، دستیار وزیر بهداشت، آموزش و رفاه، بیانیه‌هایی مطبوعاتی دربارهٔ این جایزه منتشر کردند و در رویدادهای اعطای جایزه نیز حضور داشتند.
نامزدها به‌طور سالانه توسط ادارات و آژانس‌های فدرال به هیئت امناء جایزه زن فدرال معرفی می‌شدند. این نامزدها توسط هیئتی متشکل از «افراد برجسته در زندگی عمومی»، از جمله سردبیران مجلات، عوامل رسانه‌ها، روزنامه‌نگاران، مدیران بازرگانی و رؤسای کالج‌ها مورد قضاوت قرار می‌گرفتند. میلتون اس. آیزنهاور، کارل روآن، دوریس فلیسون، آرتور شروود فلمینگ، سول لینوویتز، دیوید برینکلی، بتی فورنس و کاترین ئی. مک‌براید از جملهٔ داوران این جایزه بودند.
هر سال حدود شش دریافت‌کننده به‌واسطهٔ «موفقیت و توانایی برجسته در یک موقعیت اجرایی، حرفه‌ای، علمی یا فنی در خدمات فدرال» انتخاب می‌شدند. برندگان جوایز به مراسمی در دفتر بیضی دعوت می‌شدند، رئیس‌جمهور با این گروه عکس‌های رسمی می‌گرفت و به این مناسبت سخنرانی می‌کرد.
اعطای این جایزه پس از مراسم اعطا در سال ۱۹۷۶ متوقف شد، هر چند نامزدهایی برای سال ۱۹۷۷ معرفی شده بند. به گفتهٔ مارگارت روسیتر، مورخ مشهور علم، «اگرچه دستیابی این جایزه به اهداف خود هیچ هزینه‌ای برای دولت نداشت، اما ادامهٔ آن در دوران فرصت‌های برابر به‌عنوان یک جایزهٔ جبرانی جداگانه فقط برای زنان، که قبلاً بسیار بی‌ضرر و حتی جوانمردانه به نظر می‌رسید، باعث نگرانی و شرمساری شده بود». در سال ۱۹۷۸، روزالین یالو، یکی از نخستین دریافت‌کنندگان این جایزه، یادآوری کرد که «من این جایزه را یک جایزهٔ درجه دو می‌دانستم» و افزود: «بنابراین خوشحال شدم که سال گذشته دریافتم که جایزه زن فدرال قرار است متوقف شود — امیدوارم برای همیشه [متوقف شود].»

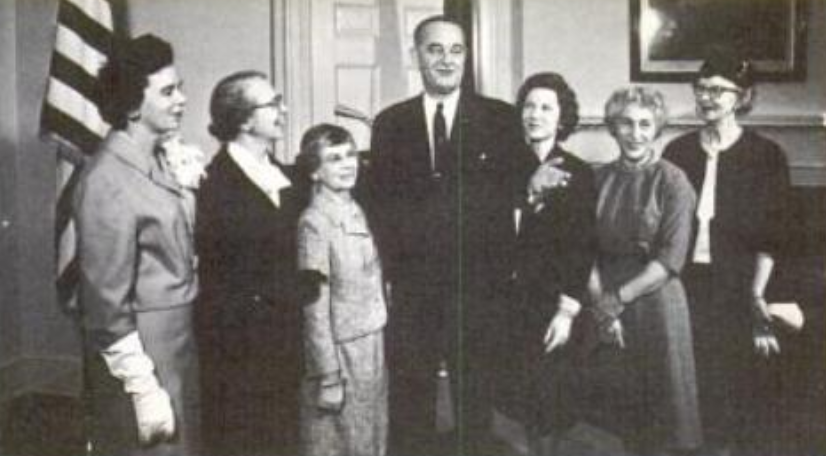
رئیس‌جمهور لیندون بی. جانسون به‌همراه شش برندهٔ جایزه زن فدرال ۱۹۶۴ در اتاق بیضی. از چپ به راست: الیزابت مسر، ایولین ام. اندرسون، گرترود بلانچ، رئیس‌جمهور جانسون، پاتریشیا ون دلدن، مارگارت شوارتز، و سلین گیفورد

## برندگان بر پایه سال

### ۱۹۶۱
- بئاتریس آیچیسون
- روث ئی. بیکن
- نینا کینسلا (رئیس اصلاحات فدرال برای زنان، آلدرسون، WV)
- شارلوت مور سیتیلی
- آرینس جوی ویکنز
- روزالین سوسمن یالو[۳][۱۳]

### ۱۹۶۲
- کاترین دبلیو. براکن (مدیر دفتر امور آمریکای مرکزی و پاناما، وزارت امور خارجه)
- مارگارت اچ. براس (وکیل دادگستری)[۱۴]
- تلما برومفیلد دان
- ایولین هریسون (کمیسیون خدمات کشوری)
- الین جینز
- نانسی رومن[۹]

### ۱۹۶۳
- النور ال. ماکل
- بسی مارگولین
- کاترین نیسکرن ماتر
- ورنا سی. موهاگن (۱۹۰۸–۱۹۸۰؛ بخش مدیریت پرسنل، وزارت کشاورزی)
- بلانچ دبلیو. نویز
- النور سی. پرسلی[۱۵]

### ۱۹۶۴
- ایولین اندرسون
- گرترود بلانچ
- سلین گیفورد
- الیزابت اف. میسر (کمیسیون خدمات کشوری)[۱۶]
- مارگارت ولمن شوارتز (متخصص جنگ اقتصادی، وزارت خزانه‌داری)
- پاتریشیا جی. ون دلدن[۱۷]

### ۱۹۶۵
- آن زد. کاراکریستی
- الیزابت بی. دروری
- دوروتی ام. گیلفورد
- کارول لیز
- سارا الیزابت استیوارت
- پنه‌لوپه هارتلند-تونبرگ[۱۰][۱۸]

### ۱۹۶۶
- فنی ان. بویلز (۱۹۰۶–۲۰۰۲؛ هیئت ملی روابط کار)
- استلا ئی. دیویس (افسر کرسی، آفریقای شرقی و جنوبی، ایالات متحده آمریکا)
- جوسلین گیل
- ایدا کریون مریام
- ایرنه پارسونز (پرسنل، اداره کهنه‌سربازان)[۱۹][۲۰]
- روث جی. ون کلیو (مدیر، دفتر مناطق، وزارت کشور)[۲۱]

نامزد دیگر: جولیا براون رایت (کارخانه ساخت پیشرانه نیروی دریایی ایالات متحده)

### ۱۹۶۷
- الیزابت آن براون
- باربارا مولتون
- آن میسون رابرتز
- کاترین گروو شیپ[۲۳]
- ویلما ویکتور[۲۴]
- مارجوری جی. ویلیامز

### ۱۹۶۸
- روث آر. بنریتو
- میبل کانس جیبی (۱۹۲۶–۲۰۱۵؛ توانبخش حرفه‌ای، روان‌شناس)
- فرانسس ام. جیمز (شورای مشاوران اقتصادی)
- روبی گرانت مارتین
- لوسیل فریر استیکل
- روجین ال. تامپسون (اداره هوانوردی فدرال)
- نینا بنسیچ وودساید[۲۵][۲۶]

### ۱۹۶۹
- مری هیوز بودنباخ
- ادیث ان. کوک (وکیل دادگستری، بخش قانونگذاری، وزارت کار)
- آیلین آر. دونوان
- جو آن اسمیت کینی (نیروی دریایی، آزمایشگاه تحقیقات پزشکی زیردریایی)
- استر کریستین لاتون
- دوروتی ال. استارباک[۵][۲۷]

### ۱۹۷۰
- ژان آپگار[۲۸]
- مارگارت پیتمن
- نائومی روزن سویینی (دفتر مدیریت و بودجه)
- سارا بی. گلیندمایر (رئیس دفتر پرستاری، بخش بهداشت عمومی دی. سی)
- والریا بی. رولینایتیس (مدیر بیمارستان، اداره کهنه‌سربازان)
- مارگارت جوی تیبتز[۲۹]

نامزد دیگر: مریلین لوی

### ۱۹۷۱
- جین ویلسون دیویس (شورای امنیت ملی)
- فلورنس جانسون هیکس (بهداشت عمومی، واشینگتن، دی.سی. اولین زن سیاه‌پوست فارغ‌التحصیل از برنامهٔ دکتری آمار و تحقیقات دانشگاه مریلند)
- خوانیتا موریس مودی
- اسی دیویس مورگان
- ریتا رپ
- جوآن آر. روزنبلات[۳۰]

نامزدهای دیگر: فرانسس ال. ویدون، میریام اچ. توماس، جویس ال. هاوس، جویس آی. آلن، ویلما بی. هارپر، کلیو اس. کیسون

### ۱۹۷۲
- لویس آلبرو چتم
- فیلیس دیکسون کلمونز (د. ۲۰۱۳؛ دولت ناحیه کلمبیا)
- روث ام. دیویس
- مری هاروور فرگوسن (د. ۱۹۹۹؛ دفتر تحقیقات نیروی دریایی)
- روث ام. لوورتون
- پاتریشیا آن مک‌کریدی[۳۲]

### ۱۹۷۳
- برنیس ال. برنشتاین (HEW)[۳۳]
- مارگریت اس. چانگ
- جانت هارت (فدرال رزرو)
- مرلین ای. جاکوکس
- ایزابل ال. کارل
- مارجوری آر. تاونسند[۳۴][۳۵]

### ۱۹۷۴
- هنریت دی. اورام
- ادنا ای. بورادی (AID، آسیای جنوب شرقی)
- روزلین پین اپس
- بریجید گری لونتال
- گلدیس پی. راجرز (وزارت امور خارجه)
- مدج اسکلی (VA، شنوایی‌شناسی)

### ۱۹۷۵
- بئاتریس دووراک (وزارت کار)
- ایوانز هیوارد
- ویلدا مارتینز (وزارت کشاورزی)
- ماری یو. نایلن

نامزد دیگر: ترسا وی. براسارد

### ۱۹۷۶
- آی. بلانچ بورن (بهداشت عمومی، دولت ناحیه کلمبیا)[۳۷]
- کارین آن کلاوس[۳۸]
- دوروتی آی. فنل (وزارت کشاورزی)
- ماریون جی. فینکل (سازمان غذا و دارو)
- مری پاتریشیا موری (VA، حرکت‌شناس)
- جویس جی. واکر (OMB)[۳۹][۴۰]

### ۱۹۷۷
نامزد شده: لولا مک‌فرسون